# Tetepare (jazyk)
Tetepare je vymřelý jazyk, kterým mluvili domorodí obyvatelé ostrova Tetepare, který je dnes neobydlený (byl opuštěn v 19. století). Obyvatelé sousedních ostrovů tvrdí, že jazyk byl zcela odlišný od ostatních jazyků v regionu. Protože neexistuje jediný záznam jazyka, není známo zda patřil do rodiny austronéských jazyků (jako většina jazyků v okolí), nebo do rodiny úplně jiný (jako jazyk touo ze sousední ostrova Rendova, který patří do samostatné skupiny středních šalomounských jazyků).
Na některých jazykových mapách je ostrov Tetepare chybně vyznačen jako území, kde se mluví jazykem touo.